# Att skriva med glädje
Att skriva med glädje är en fristående bok av Kim Kimselius som gavs ut 2012.